# Битюки
Битюки́ (рос. Битюки) — присілок у складі Ісетського району Тюменської області, Росія.
Населення — 187 осіб (2010, 220 у 2002).
Національний склад станом на 2002 рік:
- росіяни — 91 %